# Il ritorno (film 2022)
Il ritorno è un film drammatico del 2022 diretto da Stefano Chiantini. Si tratta del primo film da protagonista per Emma dopo la precedente esperienza cinematografica e televisiva con Gabriele Muccino.

## Trama
Teresa è una giovane donna, appena licenziata, che abita con Pietro e il loro figlio di due anni, Antonio, in un quartiere periferico di una città del Lazio. Come molti ragazzi della stessa età, Teresa e Pietro devono fare i conti con la mancanza di lavoro e le conseguenti difficoltà economiche. Pietro poi non è propriamente la persona più affidabile e Teresa deve fare tutto da sola, dividendosi tra lavoro, casa e figlio. I comportamenti di Pietro però mettono a rischio lei e Antonio, e Teresa per difendere il figlio arriva a compiere un gesto estremo, che le costa il carcere: accoltellare un creditore dopo che questi aveva tentato di aggredirla. Quando torna, ad accoglierla ci sono Pietro e Antonio, e la vita che ha lasciato dieci anni prima.

## Distribuzione
Il film è stato presentato il 17 ottobre 2022 in concorso nella sezione Panorama Italia di Alice nella città, rassegna autonoma della Festa del Cinema di Roma, ed è stato distribuito nelle sale italiane il 15 dicembre 2022.

## Riconoscimenti
- 2022 - Alice nella città
  - In concorso nella sezione Panorama Italia
- 2023 - Filming Italy Los Angeles
  - Best Performance Award a Emma